# Miconia longisetosa
Miconia longisetosa är en tvåhjärtbladig växtart som beskrevs av John Julius Wurdack. Miconia longisetosa ingår i släktet Miconia och familjen Melastomataceae. IUCN kategoriserar arten globalt som akut hotad.
Artens utbredningsområde är Ecuador. Inga underarter finns listade i Catalogue of Life.